# 地球異世界 (遊戲)
《地球異世界》，又譯《生存聖戰》，是一款科幻主題的第三人稱射擊大型多人線上遊戲，由Trion Worlds公司開發。《地球異世界》發生在未來被地球化的地球。同時還開發了Syfy的同名電視劇，作為商業搭配。遊戲於2013年4月2日在Microsoft Windows、PlayStation 3和Xbox 360上發售，同時也在Steam上發售。遊戲於2014年6月4日在PC上轉為免費遊戲，PS3為2014年8月14日，而Xbox 360為2014年11月18日。2021年4月29日，官方遊戲的伺服器、社區論壇和社交媒體渠道被母公司Gamigo關閉。2025年3月7，Fawkes Games宣布已經從Gamigo獲得許可權，並於2025年4月18日透過他們的專有啟動器「Fawkes Hub」在PC上重新推出該遊戲。

## 開發

### 《地球異世界2050》
2017年12月，Trion Worlds確定該遊戲的PlayStation 4版正在開發中。他們還表示沒有製作續集的計劃，相反他們將繼續為遊戲升級新內容。名為《地球異世界2050》的新版本於2018年7月10日在PC、Xbox One和PS4上推出，而該遊戲會是重製版，並且可以利用新系統的能力。遊戲在推出時會是免費的。

## 關閉伺服器
2020年4月27日，Gamigo在《地球異世界》官方論壇上宣布，Xbox 360的《地球異世界》伺服器將於2020年5月25日關閉。PC和PS3的伺服器將不受此次關閉的影響。任何已擁有《地球異世界2050》賬戶或希望創建賬戶的用戶，將根據用戶情況，獲得一次性的特殊補償和轉移金額。
2021年2月24日，Gamigo宣布將於2021年4月29日關閉《地球異世界》和《地球異世界2050》。2021年4月29日太平洋標准時間凌晨2:00，《地球異世界》和《地球異世界2050》的伺服器被關閉。與《地球異世界》專營權相關的社區論壇和所有社交官方媒體頁面也在24小時內被關閉。

## 被Fawkes Games重新推出
2025年3月7日，Fawkes Games在其網站上宣布，「我們很高興地宣布，我們已經獲得了《地球異世界2013》和《地球異世界2050》在所有平台上的全球開發和發行權」。
該工作室於2025年4月18日重新推出了該遊戲的原早2013年版本，首先在PC上發布。
此次的重新推出標誌著該系列遊戲的新開始，先前的帳戶和購買內容不會被繼承，玩家需要創建新的帳戶。

## 外部連結
- 官方网站